# История почты и почтовых марок Британской антарктической территории
История почты и почтовых марок Британской антарктической территории (англ. British Antarctic Territory — BAT) связана с политикой Великобритании в отношении этой территории. Британская антарктическая территория — сектор Антарктики, объявленный Великобританией одной из 14 британских заморских территорий. Она включает в себя регион к югу от 60° южной широты и между долготами 20° западной долготы и 80° западной долготы в форме клина, который простирается до Южного полюса.

## Развитие почты
Британская антарктическая территория была образована 3 марта 1962 года, хотя претензии Великобритании на эту часть Антарктики восходят к жалованным грамотам 1908 и 1917 годов. Зона, которая в настоящее время охватывает территорию, включает в себя три региона, которые до 1962 года управлялись англичанами в качестве отдельных зависимых территорий Фолклендских островов: Земля Грейама, Южные Оркнейские острова и Южные Шетландские острова.
На этой территории имеется ряд действующих и бывших антарктических станций:
- Халли
- Ротера
- Сайни Айленд (Signy) работала с 1947 года по 1996 год, а сейчас работает только летом[2]
- Две летние передовые операционные станции, на Фоссил Блафф (Fossil Bluff) и Скай-Блю (Sky Blu).
- Фарадей работала до 1996 года, когда была продана Украине и переименована в Академик Вернадский.[3]
- Порт-Локрой (Port Lockroy) на острове Гудье является туристическим центром, управляемым Фондом антарктического наследия Великобритании.

Почта имеется на всех этих станциях, хотя большая ее часть носит филателистический характер.

### Антарктический почтальон
Антарктический почтальон (англ. Antarctic Postman), работающий в Порт-Стэнли, посещает станции Британской антарктической территории на судне, чтобы официально выпустить новые почтовые марки, причём до этого события марки не поступают в продажу. Дата его посещения фиксируется, а затем почтовые марки выпускаются в обращение в Филателистическом бюро Фолклендских островов, в Порт-Локрое для туристов и в других местах.

## Выпуски почтовых марок
Все выпущенные на сегодняшний день почтовые марки были эмитированы во времена правления королевы Елизаветы II. В то время как некоторые из них на самом деле используются туристами и работающими здесь учёными, большая их часть продается за пределами территории коллекционерам.

### Первые почтовые марки
Первый выпуск вышел в 1963 году, гравированная серия почтовых марок 15 номиналов от ½ пенни до одного фунта, с портретом королевы Елизаветы и различными сценами деятельности человека в Антарктиде.

### Последующие эмиссии
Несколько дополнительных выпусков в 1960-х годах сопровождались выпуском в связи с переходом на десятичную денежную систему в 1971 году, изготовленным посредством надпечатки на почтовых марках 1963 года.
С тех пор почтовые марки выпускались с регулярными интервалами, около 10-20 в год несколькими сериями, с выпуском полной стандартной серии каждые несколько лет (полярные исследователи в 1973 году, планктон в 1984 году, окаменелости в 1990 году, исследовательские суда в 1993 году и т. д.). Тематика рисунков связана либо с антарктическими исследованиями, либо с флорой и фауной Антарктиды.
До создания этой территории в 1962 году почтовые марки выпускались для Южных Оркнейских островов, Южных Шетландских островов и Земли Грейама как зависимых территорий Фолклендских островов.
Все почтовые марки Британской антарктической территории номинированы в фунтах стерлингов.

## Конверты первого дня
Филателистическое бюро Фолклендских островов выступает в качестве торгового агента Британской антарктической территории. В отличие от некоторых почтовых администраций Антарктики, все официальные конверты первого дня гасятся на соответствующей станции Британской антарктической территории, а затем возвращаются в Филателистическое бюро в Порт-Стэнли для распространения.